# サイバードラゴン
サイバードラゴン （CYBER DRAGON）は、2001年に山佐が開発・販売したパチスロ機である。

## 概要
爆裂AT時代の到来により、テトラリールやYタイプ（『ナイツ』を指す）など特殊なゲーム性で低迷期を脱した同社においても再び苦戦を強いられつつあった中、満を持してのAT機登場であった。
本機は、ボーナスとリプレイ以外は全て押し順が存在し、正解するとまず3枚役（チェリーor龍）が揃い、次Gでは必ず3枚役以上が確約され押し順が正解すると15枚役のベルが揃う（稀に3枚役が揃わなくてもベルが揃うこともある）というシステムである。具体的には、通常時は高確率でシングルボーナス（チェリー、龍の同一フラグ）が成立しており、押し順が正解して入賞した場合に次ゲームはシングルボーナスとなる。さらにシングルボーナスでは押し順により3枚役もしくは15枚役がほぼ入賞する仕組みになっている（規定を満たすため稀にハズレがある）。シングルボーナスをクッションとして一旦入賞させることにより、通常時の15枚役入賞確率を抑えられるため、AT中でも6通りの押し順だけで済むようになっている（このためJACゲームも常時3枚賭けである）。そして本機のウリは、クリアすればATであるサイバーラッシュ（CR）への突入が期待できるサイバーミッションであり、タイガーミッションとドラゴンミッションの二つが存在する。指定されたG数以内に指定されたミッションをクリアすることでタイガーミッションはサイバールーレットに発展、ドラゴンミッションはCR確定というこのミッションで多くのプレイヤーが必死になってプレイする姿が見かけられた。ちなみに、CRは突入すると30G間（最終Gに3枚役成立で1G上乗せ）小役をナビし、CR2連以上が確定し最大255連荘するというシステムになっている。ATの仕様を目押し要らずの押し順とした点でも、「万人に平等」を掲げる山佐らしさが出ているといえる。それゆえにCRの潜伏も一般のAT機に比較して長めのため、コインを若干減らした状態で再度CRになる事が多いので上級者初級者の差が開きにくい部分でもある。
ちなみにCR終了後にほどなくして「タイガーミッション」発生するのはCR連の終了の合図でもある。終了後ほどなくして確定ミッションが出ることがあるが（例：このゲームで……せよ系やこれを見よ系）、これらは全て「ドラゴンミッション」として出現する。
ビッグボーナスは技術介入要素もあり、押し順に関係なくベルが揃えられるものの、レギュラーボーナス中は3枚掛けでプレイするので普通のAタイプより獲得枚数が少なくなる。しかし、ビッグボーナス終了後は液晶の宝玉が赤くなりサイバーラッシュ突入率がアップする。
ボーナスとCRが織り成す破壊力は当時大人気だった『獣王』を凌ぐほどであったものの、ミッションの難易度設定と成功時のCR突入率はおせじにもバランスがいいとはいえず、さらに致命的なことにCRが残存している状態では一切上乗せ抽選がされなかったことがプレイヤーから酷評され、『獣王』の牙城を崩すことはできなかった。それでもミッションATとして一つのジャンルを作り出し、他社においても本機と類似したようなミッションATをリリースするメーカーもあり、後にストック機がメジャーになってもミッション系演出が採用されるなど一つの流れを作ったといえる。
なお2011年には5号機となる続編「サイバードラゴン2」が発表されている。

## ゲーム機
- オンラインゲームサイト『777town.net』にてプレイが可能である。